# Gerd Lohwasser
Gerd Lohwasser (* 2. Oktober 1941 in Karlsbad, Reichsgau Sudetenland; † 5. Januar 2016) war ein deutscher Politiker der CSU und von 1990 bis 2003 Bezirkstagspräsident von Mittelfranken. Von 1987 bis 2011 war er dritter bzw. zweiter Bürgermeister der Stadt Erlangen.

## Leben
Lohwasser zog mit seiner Familie 1952 nach Erlangen und besuchte hier die Ohm-Oberrealschule, das heutige Ohm-Gymnasium. Nach dem Abitur 1962 leistete Lohwasser seinen Wehrdienst ab und studierte ab 1964 Lehramt an der Pädagogischen Hochschule Nürnberg und schloss das Studium mit der Zweiten Staatsprüfung ab. Anschließend arbeitete er an der PH, der späteren Erziehungswissenschaftlichen Fakultät der Universität Erlangen-Nürnberg als Ausbildungslehrer. 1986 ging Lohwasser an das staatliche Schulamt der Stadt Nürnberg, wo er zum Schulrat befördert wurde.
1967 heiratete Lohwasser seine Frau Bärbel († 2010), mit der er zwei Söhne hat.

## Politik
Lohwasser trat 1970 der CSU bei und wurde 1972 zum Erlanger Stadtrat gewählt. Von 1978 bis 1987 war er Vorsitzender der CSU-Fraktion im Erlanger Stadtrat. 1978 und 1984 kandidierte Lohwasser für die CSU für das Amt des Erlanger Oberbürgermeisters, konnte sich aber nicht gegen den damaligen Amtsinhaber, den SPD-Politiker Dietmar Hahlweg, durchsetzen. 1987 wurde er durch den Erlanger Stadtrat zum ehrenamtlichen dritten Bürgermeister gewählt. Nach dem Wahlsieg der CSU bei den Kommunalwahlen 1996 rückte Lohwasser zum hauptamtlichen zweiten Bürgermeister auf. Ab 2008 übte er dieses Amt ehrenamtlich aus. Zum 30. Juni 2011 trat Gerd Lohwasser aus persönlichen Gründen als Bürgermeister zurück und legte auch sein Stadtratsmandat nieder.
Von 1982 bis 2003 war Lohwasser Mitglied des mittelfränkischen Bezirkstags. Von 1990 bis 2003 war er dessen Präsident.